# Lycaeides rauraca
Lycaeides rauraca är en fjärilsart som beskrevs av Beuret 1934. Lycaeides rauraca ingår i släktet Lycaeides och familjen juvelvingar. Inga underarter finns listade i Catalogue of Life.